# Alojzy Targ
Alojzy Targ ps. Marcin (ur. 14 maja 1905 w Łazach na Śląsku Cieszyńskim, zm. 4 marca 1973) – polski historyk, żołnierz Armii Krajowej, członek Delegatury Rządu na Kraj, działacz katolicki.

## Życiorys
W 1925 uzyskał maturę w gimnazjum w Cieszynie. W latach 1925–1929 odbył studia historyczne na Uniwersytecie Jagiellońskim. Po ukończeniu studiów był nauczycielem w Chorzowie i Katowicach. Podjął współpracę z wydawanym przez Pawła Musioła czasopismem „Kuźnica”.
Po wybuchu II wojny światowej został członkiem Związku Walki Zbrojnej na Śląsku. Został członkiem konspiracyjnej 5-osobowej Śląskiej Rady Wojewódzkiej. Na Śląsku przebywał do końca 1940, po czym przedostał się do Generalnego Gubernatorstwa. Przyjął pseudonim Marcin. Działał w tajnym nauczaniu. Był żołnierzem Armii Krajowej i członkiem Delegatury Rządu na Kraj. Działał w tajnej organizacji „Ojczyzna”. W 1944 aresztowało go Gestapo. Znalazł się w niemieckim obozie koncentracyjnym Groß-Rosen, w którym był więziony do wyzwolenia.
W latach 1954–1970 był pracownikiem Biblioteki Śląskiej w Katowicach. Jednocześnie od 1957 był zaangażowany w działalność Śląskiego Instytutu Naukowego w Katowicach, gdzie organizował Śląską Kartotekę Biograficzną. Autor haseł w Polskim Słowniku Biograficznym i Słowniku biograficznym działaczy polskiego ruchu robotniczego.
Na podstawie dzieła pt. Śląsk pod rządami Lukaschka i Wagnera uzyskał w 1962 stopień naukowy doktora nauk humanistycznych.
Był współpracownikiem Instytutu Śląskiego w Opolu i współredaktorem „Kwartalnika Opolskiego”. Należał do Rady Naukowej Towarzystwa Rozwoju Ziem Zachodnich.

## Wybrane publikacje
- Księga o Śląsku wydana z okazji jubileuszu 35-letn. istnienia „Znicza” (red.) (1929)
- Śląsk w okresie okupacji niemieckiej (1939–1945) (1946)
- Opolszczyzna pod rządami Lukaschka i Wagnera (1958)
- Le cardinal Bertram et le caractère polonais de la Silésie d'Opole (1960)
- Echa powstania styczniowego na Opolszczyźnie (1963)
- Bronisław Koraszewski 1864-1924 (1965)
- Związki Śląska z Wielkopolską na przełomie XIX i XX wieku (1967)
- Mikołów. Zarys rozwoju miasta (współautor: Jan Kantyka, 1972)[5]